# Nadporočnik
Nàdporóčnik je častniški čin; v mornarici mu ustreza poročnik fregate.
V kopenski vojski ZDA temu činu ustreza First Lieutenant. V Kopenskih silah Ruske federacije mu ustreza višji poročnik (старший лейтенант).
Slovenska vojska: 